# Big Flats (Wisconsin)
Big Flats è un comune degli Stati Uniti, situato in Wisconsin, nella Contea di Adams.